# Calumma tigris
Calumma tigris är en ödleart som beskrevs av  Heinrich Kuhl 1820. Calumma tigris ingår i släktet Calumma och familjen kameleonter. IUCN kategoriserar arten globalt som starkt hotad. Inga underarter finns listade.